# C.S. Pacat
C.S. Pacat (ur. w Melbourne) – australijska pisarka, znana najlepiej z trylogii Zniewolony Książę, opublikowanej przez Penguin Random House w 2015. 

## Życiorys
Urodziła się w Melbourne w Australii i uczyła na University of Melbourne. Mieszkała w kilku różnych miastach, w tym w Perugii, gdzie studiowała na lokalnym uniwersytecie. Pięć lat spędziła w Tokio. 
Posiada niebinarną tożsamość płciową, używając zarówno zaimków męskich i żeńskich. 

## Kariera pisarska
Pierwsza powieść Pacat, Zniewolony książę, początkowo odrzucona została przez wielu wydawców. W lutym 2013 roku autorka postanowiła opublikować ją w Internecie jako ebook (wcześniej książka w odcinkach ukazywała się na blogu Pacat). W krótkim czasie Zniewolony książę zdobył dużą popularność a prawa do wydania powieści nabyło wydawnictwo Penguin Random House. Zniewolony książę opublikowany został w kwietniu 2015. W lipcu 2015 ukazał się drugi tom z trylogii – Książęcy gambit. Finał serii, Narodziny królów, ukazał się w lutym 2016.
W 2017 roku ukazał się pierwszy numer z serii komiksów pod tytułem Fence, traktującej o świecie szermierki. Ilustratorką komiksów jest Johanna The Mad.
W czerwcu 2019 roku C.S. Pacat ogłosiła, że pracuje nad nową trylogią dla młodzieży, Dark Rise, której pierwszy tom będzie wydany jesienią 2021 roku.

## Twórczość

### Trylogia Zniewolony Książę
- Zniewolony książę, wyd. Studio JG (ang. Captive Prince, 2015)
- Książęcy gambit, wyd. Studio JG (ang. Prince's Gambit, 2015)
- Narodziny królów, wyd. wyd. Studio JG (ang. Kings Rising, 2016)

#### Opowiadania
- Green but for a Season (20 września 2016)
- The Summer Palace (5 stycznia 2017)
- The Adventures of Charls, the Veretian Cloth Merchant (3 maja 2017)
- Pet (6 stycznia 2018)
- The Summer Palace and Other Stories: A Captive Prince Short Story Collection (20 października 2018) (zawiera wszystkie cztery opowiadania)

### Seria komiksówFence

#### Numery
- Fence #1 (15 listopada 2017)
- Fence #2 (20 grudnia 2017)
- Fence #3 (17 stycznia 2018)
- Fence #4 (21 lutego 2018)
- Fence #5 (18 kwietnia 2018)
- Fence #6 (16 maja 2018)
- Fence #7 (20 czerwca 2018)
- Fence #8 (18 lipca 2018)
- Fence #9 (15 sierpnia 2018)
- Fence #10 (26 września 2018)
- Fence #11 (31 październik, 2018)
- Fence #12 (28 listopada 2018)
- Fence: Rivals (30 czerwca 2020)

#### Zebrane wydania
- Fence Vol. 1 (numery 1-4) (31 lipca 2018)
- Fence Vol. 2 (numery 5-8) (15 stycznia 2019)
- Fence Vol. 3 (numery 9-12) (20 sierpnia 2019)

#### Powieści inspirowane serią
- Fence : Striking Distance (autorka: Sarah Rees Brennan) (29.09.2020)